# Т. Джефферсон Паркер
Т. Джефферсон Паркер (англ. T. Jefferson Parker) — американський письменник детективного жанру. Його книги є поліційними драмами. Їхня дія відбувається у Південній Каліфорнії.

## Біографія
Народився в Лос-Анджелесі, Каліфорнія, і все своє життя прожив у Південній Каліфорнії. Його назвали Т. Джефферсон Паркер, де «Т» нічого не означає. Його мати сказала, що думала, якщо у прізвищі буде така літера, то це добре виглядатиме на президентському бланку.
Він здобув освіту в школах і ступінь бакалавра англійської мови у Каліфорнійському університеті в Ірвайні в 1976 році. Розпочав свою кар'єру і 1978 році як журналіст у The Newport Ensign. Пізніше Паркер перейшов у Daily Pilot, вигравши три нагороди Orange County Press Club. Весь цей час він збирав історії та інформацію, які використав у своїй першій книзі.
Отримав премію Едгара за найкращий роман у 2002 році за «Мовчазний Джо» та знову у 2005 році за «Дівчину з Каліфорнії». У 2008 році його новела «Скінхед з Централу» принесла Паркеру ще одну премію Едгара, зробивши його одним із небагатьох елітних письменників, які тричі отримували цю премію.
Проживає у Каліфорнії. Захоплюється туризмом, полюванням, риболовлею, тенісом.

## Стиль написання
Він створив серії романів з персонажами: Чарлі Гуд, заступник шерифа, і Роланд Форд, приватний детектив.
Сюжети Паркера зазвичай мають одного героя, і час від часу частина історії показується з точки зору антагоніста. Його історії зазвичай створюють напруженість, оскільки головний герой намагається запобігти подальшим злочинам. Злочини, описані в його творах, зазвичай є жахливими вчинками, які викликають багато хвилювань у місті, де відбувається історія. Паркер відомий тим, що використовує каліфорнійські сцени та зображує наслідки злочинності для суспільства.
Він спирається на свій досвід тривалого проживання в Каліфорнії. Хоча більшість його творів розгортається в округах Оранж і Лос-Анджелес, він переїхав жити до Сан-Дієго, і деякі з його останніх творів відбуваються вже там.
Перший роман Паркера, «Лагунова жара», був написаний вечорами та вихідними, коли він працював репортером, і був опублікований, отримавши захоплені відгуки, і знятий у кінофільм.
Наступні романи Паркера були опубліковані, отримавши схвальні відгуки, потрапили до багатьох списків бестселерів. Його твори були названі «потужними та непереборними» (Los Angeles Times) і «резонансними, грамотними та потужними» (Kirkus). «Нью-Йорк Таймс» написала, що «Т. Джефферсон Паркер — потужний письменник». У своїй статті у Washington Post критик Керолайн Сі назвала роман «Танець тригермена» «шедевром».
Шість кримінальних романів Паркера — «Злочинці Лос-Анджелеса», «Відступники», «Залізна річка», «Повелителі кордону», «Ягуар» і «Чудоподібні та мертві» — розповідають про заступника шерифа округу Лос-Анджелес Чарлі Гуда та про небезпеки на кордоні США та Мексики. Lionsgate купив права на показ на великому екрані.

## Твори

### Романи з Чарлі Гудом
- L.A. Outlaws (Злочинці Лос-Анджелеса) (2008)
- The Renegades (Ренегати) (2009)
- Iron River (Залізна річка) (2010)
- The Border Lords (Прикордонні лорди) (2011)
- The Jaguar (Ягуар) (2012)
- The Famous and the Dead (Відомі та мертві) (2013)

### Інші романи
- Laguna Heat (Жара лагуни) (1985)
- Little Saigon (Маленький Сайгон) (1989)
- Pacific Beat (Тихоокеанський ритм) (1991)
- Summer of Fear (Літо жаху) (1993)
- The Triggerman's Dance (Танок Тріггермана) (1996)
- Where Serpents Lie (Де змії лежать) (1998)
- Red Light (Червоне світло) (2001)
- Silent Joe (Мовчазний Джо) (2001) (отримав премію Едгара По)
- Black Water (Чорна вода) (2002)
- Cold Pursuit (Холодна гонитва) (2002)
- California Girl (Каліфорнійська дівчина) (2004)
- The Fallen (Занепалий) (2006)
- Storm Runners (Штормові гонщики) (2007)
- Full Measure (Повна міра) (2014)
- Crazy Blood (Шалена кров) (2016)
- A Thousand Steps (Тисяча кроків) (2022)

### Романи з Роналдом Фордом
- The Room of White Fire (Кімната білого вогню) (2017)
- Swift Vengeance (Швидка помста) (2018)
- The Last Good Guy (Останній хороший хлопець) (2019)
- Then She Vanished (Коли вона зникла) (2020)

### Серія Мерсі Рейборн
- The Blue Hour (Блакитна година) (1999)
- Red Light (Червоне світло) (2000)
- Black Water (Чорна вода) (2002)